# ガイウス・ユリウス・ユッルス (紀元前482年の執政官)
ガイウス・ユリウス・ユッルス（ラテン語: Gaius Julius Iulus）は共和政ローマ初期の政治家・軍人。紀元前482年に執政官（コンスル）、紀元前470年に十人委員会の委員を務めた。

## 出自
パトリキ（貴族）であるユリウス氏族の出身。父のプラエノーメン（第一名、個人名）はガイウス、祖父はルキウスである。一般的には、紀元前489年の執政官ガイウス・ユリウス・ユッルスが父とされる。父と子の執政官就任時期が7年しか離れていないが、父の就任年齢が遅く、子が早かったとすれば、特に問題ではない。紀元前473年の執政官ウォピスクス・ユリウス・ユッルスとは兄弟、紀元前447年の執政官ガイウス・ユリウス・ユッルスは息子である。

## 執政官
紀元前482年の執政官選挙（紀元前483年末に実施）では、既存の支配勢力であるパトリキと、権利拡大を求めるプレブス（平民）の間の不和が顕著であった。執政官に就任できるのはパトリキに限られていたものの、パトリキの中にも保守派とプレブスに融和的な民衆派があった。保守派が押した候補は、紀元前495年の執政官アッピウス・クラウディウス・サビヌス・インレギッレンシスの息子であるアッピウス・クラウディウス・クラッススで、父は頑強な反プレブス的言動で知られていた。その息子であるサビヌスもプレブスの反感を買っており、プレブスは民衆派候補を推していた。
護民官は民会がサビヌスを選出するのを防ぐために、護民官の持つ拒否権を使うことも厭わず、また独裁官（ディクタトル）を置くことも議論された。しかし最終的には穏健な声が勝ち、アウルス・センプロニウス・アトラティヌス（紀元前497年と紀元前491年の執政官）がインテルレクス（5日間限定の最高責任者）に選ばれた。アトラティヌスはスプリウス・ラルキウス・ルフスを後任に指名し、ルフスがケントゥリア民会を招集して投票を行った。結果、民衆派のユッルスと保守派のクィントゥス・ファビウス・ウィブラヌスが選出された。ファビウスは保守派とみなされていはいたが、紀元前485年の執政官経験者であり、プレブスにとってもクラッススよりは受け入れ可能な人物であった。
紀元前482年、アエクイがラティウム領を略奪し、ローマ領にはウェイイが侵攻したとの報告が届いた。元老院はアエクイは無視し、ウェイイへの脅威に集中することを決めたが、ウェイイは侵攻の事実はないと抗議した。ローマがウェイイに関心を集中している間に、アエクイの大軍がラティウム都市であるオルトナを攻撃、略奪した。ローマの外交団がウェイイから戻る途中、彼らはローマ領土を略奪して帰還中のウェイイ軍に遭遇、このため元老院に対して宣戦布告を提言した。
ウェイイとの戦争の可能性は、4年前に獲得した領土が未だプレブスに分配されておらず、またエトルリアの他の都市も加わった大戦争につながる可能性もあるため、脆弱なローマの平和を脅かすこととなった。しかし保守派はウェイイとの戦争を主張し、元老院も両執政官の派遣を決定した。しかしウェイイ軍は城壁内に閉じこもって出撃せず、ローマ軍は撤退せざるを得なかったため、周辺を略奪した後にローマに帰還した。それ以外にこの年に特筆すべき事項はなかった。

## 十人委員会
執政官を務めてから35年後の紀元前451年、ローマには執政官に代わって十人委員会が設立された。委員会の目的の一つは、それまで成文法がなかったローマに、その伝統を基本としながらもギリシア式の成文法を制定することであった。委員となったのはその年の執政官選挙で当選していたアッピウス・クラウディウス・クラッススとティトゥス・ゲヌキウス・アウグリヌスに加え、執政官経験者8人であり、ユッルスもこの一員に選ばれた。このクラッススは紀元前482年の執政官選挙でユッルスと戦った人物である。紀元前451年、十人委員会はローマ最初の成文法十箇条を作成し、全会一致で承認されている（残り二箇条が紀元前450年に追加され、十二表法となる）。
十人委員会はかなりの権力を持っていたにもかかわらず、その政策は穏健で民衆と共に働くという意思を見せた。ユッルスの下に殺人罪の判決が持ち込まれたときがその最たる例である。プブリウス・セスティウスという人物（十人委員にも同名の人物がいるが別人）の家で埋められた死体が発見された。セスティウスは明らかに有罪で、ユッルスは判決を下す権利を有していたが、自身が訴追される可能性があったにもかかわらず、ユッルスはこれを裁判に委ねた。
年末に十人委員会は解散され、政務は翌紀元前450年の第二次十人委員会に引き継がれた。第一次から留任したのはクラッススのみであったが、彼の目的は直ぐに露わになった。クラッススは実質的に十人委員会を支配し、プレブスに都合の良くない新たな二条の法を追加した。クラッススは紀元前449年の選挙にも当選したため、プレブスは十人委員会に反抗し、アウェンティヌスの丘に立て篭もった。そこは紀元前494年にもプレブスが立て篭もり、護民官の設立を認めさせた場所であった。交渉のために三人の使節が派遣されたが、ユッルスはその一人に選ばれている。十人委員会は解散され、執政官による政府が復活した

## 参考資料
- ティトゥス・リウィウス『ローマ建国史』
- ハリカルナッソスのディオニュシオス『ローマ古代誌』
- シケリアのディオドロス『歴史叢書』
- マルクス・トゥッリウス・キケロ『国家論』
- アスコニウス・ペディアヌス Orationum Ciceronis pro Cornelio de Maiestate, ed. A. C. Clark (1907).
- Dictionary of Greek and Roman Biography and Mythology, William Smith, ed., Little, Brown and Company, Boston (1849).
- T. Robert S. Broughton, The Magistrates of the Roman Republic, American Philological Association (1952).